# Kathleen Ann Roberts-Homstad
Kathleen Ann Roberts-Homstad (* 17. November 1951 in Miles City, Utah als Kathleen Ann Roberts) ist eine ehemalige US-amerikanische Rennrodlerin.

## Leben
Im Alter von 16 Jahren nahm Roberts-Homstad 1968 das erste Mal an den Olympischen Winterspielen im französischen Grenoble teil. Im Einsitzer der Damen belegte sie den 14. Platz. In ihrer Karriere trat sie insgesamt dreimal bei Olympischen Winterspielen an. 1972 im japanischen Sapporo und 1976 im österreichischen Innsbruck erreichte sie die Ränge 15 und 21.
Bei den Rennrodel-Weltmeisterschaften 1970 belegte sie den achten Platz und war damit die bis dahin bestplatzierte US-Amerikanerin bei Weltmeisterschaften. Des Weiteren wurde sie sechsmal nationale Meisterin und rodelte zu sieben Meistertiteln bei den Nordamerikameisterschaften. Nach Beendigung ihrer aktiven Karriere studierte Roberts-Homstad an der University of Montana.
Mit ihrer Familie wohnt sie in Goleta, Kalifornien.